# Championnats du monde Xterra 2006
Navigation
Édition précédente Édition suivante
Les championnats du monde Xterra 2006, organisé par la Team Unlimited depuis 1986, se sont déroulés le 29 octobre à Maui dans l'État d'Hawaï. Les triathlètes se sont affrontés lors d'une épreuve sur distance M, comprenant 1500 mètres de natation, 30 km de vélo tout terrain (VTT) et 10 km de course à pied hors route.

## Résultats
Les tableaux présentent les « Top 10 » hommes et femmes des championnats du monde. 
| Position           | Triathlète           | Pays             | Temps           |
| ------------------ | -------------------- | ---------------- | --------------- |
| Médaille d'or      | Hamish Carter        | Nouvelle-Zélande | 2 h 42 min 36 s |
| Médaille d'argent  | Olivier Marceau      | Suisse           | 2 h 42 min 55 s |
| Médaille de bronze | Seth Wealing         | États-Unis       | 2 h 44 min 5 s  |
| 4                  | Josiah Middaugh      | États-Unis       | 2 h 45 min 51 s |
| 5                  | Eneko Llanos         | Espagne          | 2 h 46 min 49 s |
| 6                  | Brent McMahon        | Canada           | 2 h 46 min 58 s |
| 7                  | Greg Krause          | États-Unis       | 2 h 48 min 47 s |
| 8                  | Nicolas Lebrun       | France           | 2 h 50 min 51 s |
| 9                  | Ryan Ignatz          | États-Unis       | 2 h 52 min 16 s |
| 10                 | Nicolas Pfitzenmaier | Allemagne        | 2 h 52 min 28 s |

| Position           | Triathlète           | Pays             | Temps           |
| ------------------ | -------------------- | ---------------- | --------------- |
| Médaille d'or      | Mélanie McQuaid      | Canada           | 3 h 7 min 53 s  |
| Médaille d'argent  | Danelle Kabush       | Canada           | 3 h 15 min 58 s |
| Médaille de bronze | Sibylle Matter       | Suisse           | 3 h 19 min 50 s |
| 4                  | Jennifer Smith       | Nouvelle-Zélande | 3 h 20 min 8 s  |
| 5                  | Renata Bucher        | Suisse           | 3 h 22 min 14 s |
| 6                  | Jenny Tobin          | États-Unis       | 3 h 22 min 42 s |
| 7                  | Michelle Lombardi    | Afrique du Sud   | 3 h 23 min 44 s |
| 8                  | Mami Saito           | Japon            | 3 h 24 min 26 s |
| 9                  | Shonny Vanlandingham | États-Unis       | 3 h 24 min 32 s |
| 10                 | Cameron Randolph     | États-Unis       | 3 h 30 min 17 s |